# La Brugeoise et Nivelles SA.
A La Brugeoise et Nivelles SA. (abrev. BN) foi uma fabricante de locomotivas e implementos ferroviários da Bélgica, sediada em Bruges e Nivelles. Foi formada em 1956 com a fusão das empresas La Brugeoise, Nicaise et Delcuve e La Métallurgique. Durante 1988 a Bombardier adquiriu 90% das ações da La Brugeoise, subsequentemente sendo completamente absorvida pela Bombardier.

## Classe de locomotivas construídas pela BN
- CFL Class 1800
- SNCB Class 11
- SNCB Class 12
- SNCB Class 15
- SNCB Class 16
- SNCB Class 20
- SNCB Class 21
- SNCB Class 23
- SNCB Class 25
- SNCB Class 25.5
- SNCB Class 26
- SNCB Class 27
- SNCB Class 55
- SNCB Class 62
- SNCB Class 70
- SNCB Class 73
- SNCB Class 74
- SNCB Class 75
- SNCB Class 80
- SNCB Class 82
- SNCB Class 91